# Листинг, Иоганн Бенедикт
Иога́нн Бенеди́кт Ли́стинг (нем. Johann Benedict Listing; 25 июля 1808, Франкфурт-на-Майне, — 24 декабря 1882, Гёттинген) — немецкий математик и физик. Член Гёттингенской академии наук и Эдинбургского королевского общества.

## Биография и научная деятельность
Листинг родился в семье бедного ремесленника чешского происхождения, который занимался изготовлением щёток. С детства обнаружил незаурядные способности в науке и рисовании, благодаря чему, с помощью спонсоров, сумел окончить школу, а с 13 лет даже начал материально помогать родителям.
В 1825 году поступил в гимназию, где 5 лет изучал языки и математику. Затем (1830) он поступил в Гёттингенский университет, где вначале посещал лекции чуть ли не по всем наукам, но затем выбрал математику. Огромное влияние на Листинга оказал его учитель Гаусс, который отметил одарённого студента и занимался с ним не только математикой, но и физическими исследованиями, особенно электромагнетизмом. У Гаусса Листинг, видимо, перенял начальные идеи топологии.
Термин «топология», придуманный Листингом, он впервые употребил в письме Мюллеру, своему школьному учителю (1836).
В 1834 году Листинг защитил докторскую. В 1837 году принят преподавателем в Ганноверское высшее ремесленное училище.
В 1839 году вернулся в Гёттинген, где занял кафедру физики взамен Вебера, ранее уволенного за участие в политических протестах.
В 1845 году опубликовал классический труд «Психологическая оптика», великолепные иллюстрации к нему он нарисовал сам.
В 1846 году женился и сразу влез в огромные долги; взбалмошная жена Паулина совершенно не умела сообразовывать расходы с доходами и к тому же развлекалась избиением служанок. Не раз семья балансировала на грани банкротства. У них родились две дочери.

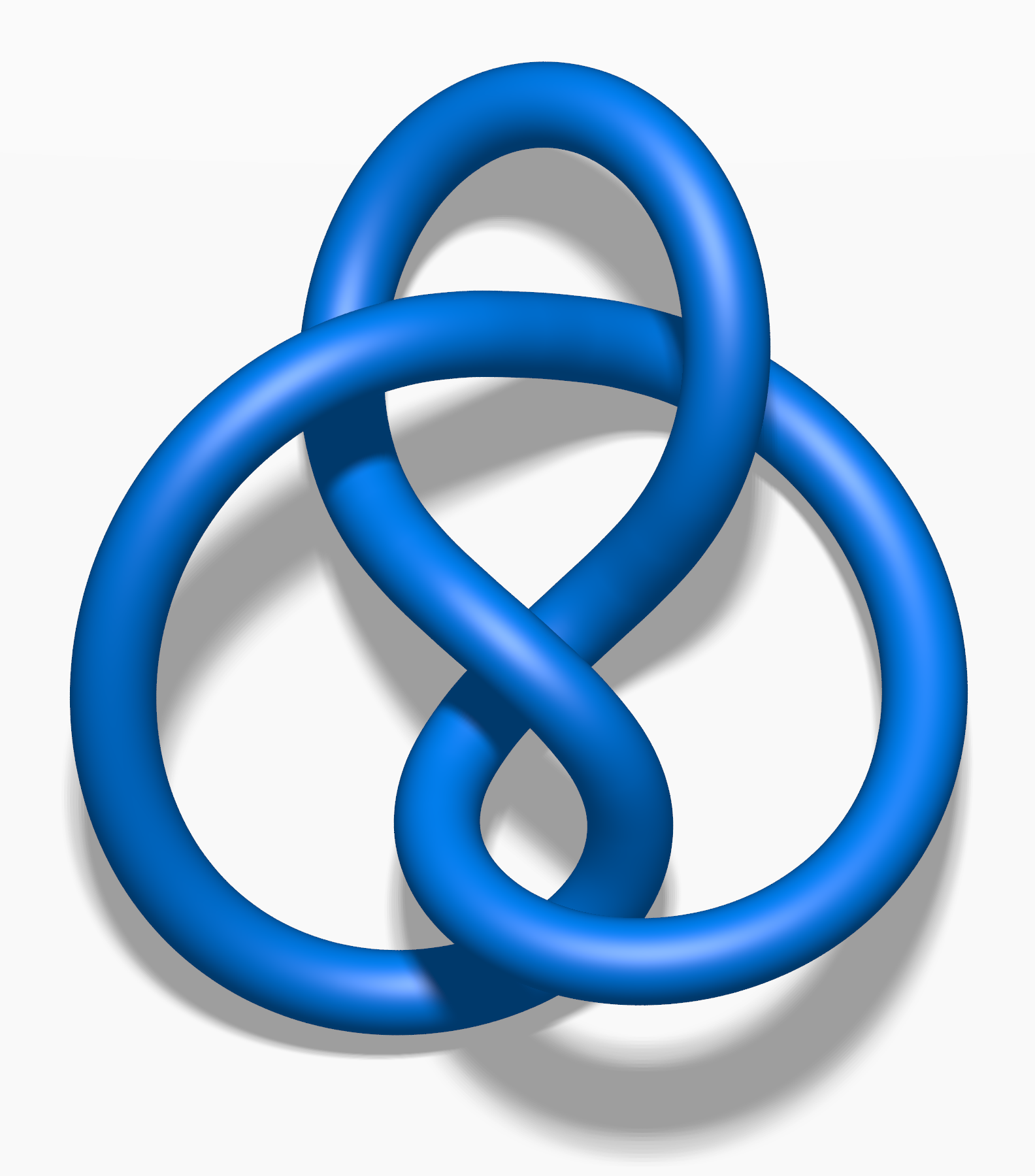
«Узел Листинга»

В 1847 году опубликовал основополагающую книгу по топологии. В ней говорится:
Под топологией будем понимать учение о модальных отношениях пространственных образов, или о законах связности, взаимного положения и следования точек, линий, поверхностей, тел и их частей или их совокупности в пространстве, независимо от отношений мер и величин

Здесь модальными называются геометрические свойства, сохраняющиеся при непрерывных преобразованиях. В наши дни они называются топологическими.
В 1848 году, после революции Листинг уступил Веберу кафедру физики, а сам стал профессором математической физики.
В 1858 году, независимо от А. Мёбиуса открыл свойства листа Мёбиуса.
Кроме геометрии и топологии, занимался также астрономией, метеорологией, спектроскопией, электромагнетизмом, оптикой.
Листинг ввёл в геодезию понятие «геоид». Он также является автором распространённых терминов «микрон» и «узловая точка».
Умер от сердечного приступа в возрасте 74 лет.

## Основные труды
- De svperficiebvs secvndi ordinis : dissertatio inavgvralis. Univ., Diss., Göttingen 1834.
- Kleine hygrometrische Tafeln für die Beobachter des Psychrometers. Vandenhoeck & Ruprecht, Göttingen 1844.
- Über unsere jetzige Kenntnis der Gestalt und Größe der Erde: Enth.: Neue geometrische und dynamische Constanten des Erdkörpers. Göttingen 1872.
- Beitrag zur physiologischen Optik. Herausgegeben von Otto Schwarz. Ostwalds Klassiker Nr. 147, Leipzig 1905, Archive

### Труды в русском переводе
- Листинг И. Б. Предварительные исследования по топологии. М.—Л.: Гостехиздат, 1932.